# Domaine de La Bégude
Le domaine de La Bégude est un domaine viticole de Provence d’une superficie de 38 hectares de vignes situé dans la commune de La Cadière-d'Azur et produisant du vin sous l’appellation Bandol.

## Historique
Le domaine de La Bégude s'étend sur plus de 500 hectares, anciennement occupés par un village mérovingien. La viticulture y est attestée depuis le Xe siècle, sous l’autorité des moines de l’abbaye Saint-Victor de Marseille.
La Famille Roulleau fait l’acquisition du domaine de la Bégude en septembre 2022 et nomme Laurent Fortin en tant que directeur général.
C’est la cinquième famille de propriétaires depuis le Moyen Âge.

## Terroir
Le domaine de La Bégude bénéficie d’un microclimat continental, sec et froid.
Le domaine est situé à 427 mètres d’altitude, sur la commune de La Cadière-d'Azur, à proximité du massif de la Sainte-Baume. Il s’étend sur 517 hectares, dont 38 hectares de vignes répartis en 55 parcelles.
Le vignoble repose sur des sols argilo-calcaires.
L'encépagement du domaine est composé de grenache, cinsault, carignan, mourvèdre, syrah, cabernet sauvignon, merlot, rolle-vermentino et ugni-blanc.

## Biodiversité
Le domaine de La Bégude cultive ses vignes en agriculture biologique dans le respect de l’environnement, ayant banni tout désherbant, pesticide et engrais chimique depuis 1996.
La certification en biodynamie est obtenue en 2023.